# Catharina Ahlgren
Catharina Ahlgren (* 1734 in Ljung, Östergötland; † ca. 1810) war eine schwedische, frühe feministische Dichterin und Verlegerin und eine der ersten nachweisbaren Journalistinnen in Schweden. Zwischen 1772 und 1783 war sie Herausgeberin und Chefredakteurin verschiedener Publikationen für Frauen in Stockholm und Herausgeberin der ersten Zeitschrift (und der ersten von einer Frau herausgegebenen Zeitschrift) in Finnland, Om konsten att rätt behaga („Über die Kunst, zu gefallen“, 1782).  Sie ist auch für ihren Briefwechsel mit Hedvig Charlotta Nordenflycht bekannt. Ahlgren war eine führende Persönlichkeit in der schwedischen „weiblichen Literaturwelt der 1750er und 1770er Jahre“.

## Leben
Catharina Ahlgren war die Tochter von Anders Ahlgren, Gouverneur von Östergötland, und Laurentia Juliana Liungenfeldt. Über ihre Schwester war sie die Schwägerin von Johan Gustaf Halldin, dem Kanzler der Kungliga Biblioteket.
Sie war eine Zeit lang Kammerdame am Hof der Königin Luise Ulrike, verlor aber ihre Stellung aufgrund einer Intrige.
Catharina Ahlgren war in erster Ehe mit Bengt Edvard Eckerman verheiratet, einem Rittmeister der königlichen Skånska Husaren. Aus ihrer ersten Ehe gingen die Töchter Charlotte Eckerman und Julie Eckerman sowie die Söhne Bengt Gustaf und Christopher hervor. Ihre erste Ehe der Überlieferung zufolge von wirtschaftlichen Schwierigkeiten geprägt, und ihr jüngster Sohn wurde von ihrem Gatten nicht als der seine anerkannt. Die Ehe endete 1770 mit einer Scheidung. Sie heiratete zum zweiten Mal den Buchdruckergesellen Anders Bark oder Barck.
Sie zog mit ihrem zweiten Ehemann nach Finnland, möglicherweise 1775, und ist 1782 als Einwohnerin in Åbo aufgeführt. Auch ihre zweite Ehe endete mit einer Scheidung. Beim Tod ihrer ältesten Tochter Charlotte im Jahr 1790 war sie eine der Begünstigten des Testaments. Im Jahr 1796 ließ sie sich mit ihrer jüngsten Tochter Julie in Linköping nieder.
Ihr Zeitgenosse, der Orientalist und Schriftsteller Jonas Apelblad, bezeichnete sie in seinem Schriftstellerlexikon als eine starke und begabte Persönlichkeit, „[f]emina potens, sed ingenio plena“ („eine fähige Frau, und voller Talent“), die mit ihrem zweiten Ehepartner kein friedlicheres Leben führe als mit ihrem ersten.
Sie war mit der Dichterin Hedvig Charlotta Nordenflycht befreundet, und ihre Korrespondenz ist erhalten geblieben. Während ihre Freundin Nordenflycht unter dem Pseudonym Herdinnan i Norden (Hirtin des Nordens) schrieb, gab sich Catharina Ahlgren den Namen Herdinnan i Ahl-Lunden (Hirtin des Erlenbruchs).
Catharina Ahlgren wurde Berichten zufolge in der literarischen Welt der 1750er Jahre als Dichterin und Übersetzerin bekannt, bevor sie etwas offiziell veröffentlichte. Sie war als Übersetzerin von Gedichten und Romanen aus dem Englischen, Französischen und Deutschen tätig. Sie übersetzte unter anderem das deutsche Gedicht Der geprüfte Abraham von Christoph Martin Wieland und den englischen Roman The Distressed Wife, or the history of Eliza Wyndham.
Ihr Debüt als Dichterin gab sie mit ihrem französischsprachigen Gedicht Au jour de l'illustre naissance de sa majestee notre adourable Reine Le 24 Jullet, das sie Königin Louisa Ulrika zum Geburtstag 1764 widmete.
Wahrscheinlich durch ihre zweite Ehe kam Ahlgren in den Besitz einer Druckerei, die sie eine Zeit lang leitete. Zu den Schriftstellern, die sie veröffentlichte, gehörte Hedvig Charlotta Nordenflycht.
Am 29. Oktober 1772 veröffentlichte und redigierte Ahlgren unter der Signatur „Adelaide“ die Publikation Brefwäxling emellan twänne fruntimmer, den ena i Stockholm och den andra på landet i åskillige blandade ämnen („Korrespondenz zwischen zwei Damen, die eine in Stockholm und die andere auf dem Lande, über eine Reihe verschiedener Themen“). Dabei handelte es sich um eine feministische Essay-Sammlung, die in Form eines Briefwechsels zwischen zwei weiblichen Unterzeichnern verfasst war und in der sie für ein soziales Gewissen, Demokratie und die Gleichstellung der Geschlechter plädierte und die Solidarität zwischen Frauen als Schutz vor männlicher Vormundschaft und Überlegenheit empfahl. Sie erklärte, dass der einzige Weg zu wahrer Liebe in einer Beziehung darin bestehe, gleichberechtigt zu sein, und fügte hinzu, dass es, da Männer so oft über Frauen herrschen wollten, viel schwieriger sei, mit ihnen eine Freundschaft zu erhalten als mit einer anderen Frau. Sie sprach über Liebe und Freundschaft, Erziehung und Bildung, Monarchie und Religion. Im Februar 1773 wurde der Aufsatz in Brefväxling emellan Adelaide och någre wittre snillen i omwäxlande ämnen („Korrespondenz zwischen Adelaide und einigen literarischen Genies in verschiedenen Fächern“) umbenannt, und später im selben Jahr in Fortsättning af Adelaides brefwäxling, angående Fru Windhams historie („Adelaides fortgesetzte Korrespondenz, die Geschichte von Mrs. Windham betreffend“).

„Ehuru jag nyss bortsände mit bref, skrifwer jag likväl ständigt, til dess påsten går härnäst; mit enda soulagement är min fjäder [...] Af alla konstnärer prisar jag ingen så högt, som den hwilken upfunnit skriftkonsten... O! hwilken ljuflighet at härigenom kunna språka med en frånwarande wän!“

„Obwohl ich meinen Brief gerade abgeschickt habe, schreibe ich bis zur nächsten Post ständig weiter; meine einzige Erleichterung ist meine Feder [...] Von allen Künstlern lobe ich keinen so hoch, wie denjenigen, der die Kunst des Schreibens entdeckt hat... Oh, wie schön ist es, mit solchen Mitteln sprechen zu können mit einem abwesenden Freund!“

Ahlgren war vermutlich auch die Herausgeberin und Autorin der Publikation De Nymodiga Fruntimren, eller Sophias och Bélisindes Tankespel („Moderne Frauen oder das Gedankenspiel von Sophia und Belisinde“), die im gleichen Stiel verfasst wurde und in erster Linie die Bildung der Frauen als Mittel zur Reform der Stellung der Frau forderte. Sie kritisierte die Dominanz der französischen Sprache in der herkömmlichen Frauenbildung, da diese nur für die Lektüre romantischer Romane verwendet wurde, und plädierte dafür, dass Mädchen stattdessen Englisch lernen sollten, um an wissenschaftlicher Literatur wie Geschichte und Geografie teilhaben zu können, die normalerweise nur in dieser Sprache veröffentlicht wurden.
Ahlgren spielte auch in Finnland eine Vorreiterrolle, wo sie mindestens seit 1782 in Åbo lebte. Sie gilt als Herausgeberin von Om konsten att rätt behaga („Über die Kunst, zu gefallen“), der ersten in Finnland herausgegebenen Zeitschrift. Aus gesundheitlichen Gründen stellte sie Om konsten at rätt behaga schließlich offiziell ein. In ihrer Abschiedsrede schrieb sie: „Sie sehen, meine Herren, wie sehr ich Sie kopieren wollte.“
Während den Frihetstiden („Zeitalter der Freiheit“ in Finnland und Schweden zwischen dem Tof Karl XII. 1718 und der Machtübernahme von Gustav III. 1772) im 18. Jahrhundert gab es in Schweden mehrere Publikationen von und für Frauen, die – abgesehen von den üblichen Themen des Zeitalters der Aufklärung – die Rechte und die Stellung der Frau in der Gesellschaft diskutierten und in Frage stellten, oft in Form von Essays, Briefen und fiktiven Gesprächen. Die meisten schwedischen Journalistinnen und Schriftstellerinnen des 18. Jahrhunderts schrieben unter Pseudonym (normalerweise ein französischer Name), neben Margareta Momma und Anna Maria Rückerschöld gehört Ahlgren zu den wenigen, die identifiziert worden sind.
Literarische Frauen galten als modisch. Ein männlicher Redakteur schrieb zur Veröffentlichung einer Dichterin: „Da wir nichts Höheres wünschen, als das Wissen unter uns zu fördern, kann es nichts anderes als erfreulich sein, dass ein Mitglied des Geschlechts [der Frauen] unsere Absicht so vortrefflich unterstützt.“
1783 veröffentlichte sie ihre letzte eigene Publikation Angenäma Sjelwswåld („Angenehme Trotzigkeiten“).
Es ist nicht ganz klar, wann Catharina Ahlgren gestorben ist, sie lässt sich in den Quellen nur bis 1800 verfolgen. Im Nachlassverfahren ihrer im Oktober 1800 verstorbenen Tochter Julie (20. Dezember 1800) ist vermerkt, dass die Mutter anwesend war. Danach erscheint sie auf den Titelblättern der zwölf Ausgaben bis 1811 von Den lyckliga bondflickan („Das glückliche Bauernmädchen“), einem Roman von Charles de Fieux de Mouhy, wo sie als Übersetzerin genannt wird. Es ist nicht sicher, ob Catharina Ahlgren zu dem Zeitpunkt noch am Leben war.

## Werke (Auswahl)
- Au jour de l'illustre naissance de sa majestee notre adourable Reine Le 24 Jullet, Gedicht zum Geburtstag von Königin Luise Ulrike (1764)
- Abrahams bepröfwelse, Übersetzung von Der geprüfte Abraham von Christoph Martin Wieland (1772)
- Brefwäxling emellan twänne fruntimmer, den ena i Stockholm och den andra på landet i åskillige blandade ämnen, Periodikum, 24 Ausgaben (29. Oktober 1772–Februar 1773)
  - Brefväxling emellan Adelaide och någre wittre snillen i omwäxlande ämnen, Periodikum, 23 Ausgaben (1773)
  - Fortsättning af Adelaides brefwäxling, angående Fru Windhams historie, Periodikum, 20 Ausgaben (1773)
- Det olyckliga Fruntimret, eller Elisabeth Windhams bedröfweliga öden, Übersetzung (1772)
- La Femme Malhereuse, Übersetzung
- De Nymodiga Fruntimren, eller Sophias och Bélisindes Tankespel, Periodikum, 16 Ausgaben (1773)
- Om konsten att rätt behaga, Periodikum (1782)
- Angenäma Sjelfswåld, Periodikum (1783)
- Den lyckliga bondflickan, Übersetzung von Charles de Fieux de Mouhy (1796–1811?)